# Heliconia paulii
Heliconia paulii là một loài thực vật có hoa trong họ Heliconiaceae. Loài này được Lane ex R.R. Sm. mô tả khoa học đầu tiên.